# Orso Mario Corbino
Orso Mario Corbino (Augusta, 30 aprile 1876 – Roma, 23 gennaio 1937) è stato un fisico e politico italiano.

## Biografia e carriera

### Nascita e studi
Nacque ad Augusta, secondo di otto figli di Vincenzo e Rosaria Imprescia, in una modesta famiglia di artigiani pastai.
Entrò in seminario, dal quale uscì all'età di 11 anni per frequentare il liceo a Catania, dove venne influenzato dal fisico Enrico Stracciati (1858-1937) e dai suoi studi di frontiera (tra l'altro, quest'ultimo collaborava con Adolfo Bartoli a esperienze sul calore specifico dell'acqua).
Sotto la guida di Damiano Macaluso, conseguì la laurea in Fisica a soli 20 anni presso l'Università degli Studi di Palermo (dove fino al 1885 aveva insegnato Augusto Righi), divenendo poi assistente di Macaluso. Nel 1906 vinse contemporaneamente due concorsi universitari, uno per l'elettrotecnica ed uno per la fisica, scegliendo la cattedra di Fisica sperimentale presso l'Università degli Studi di Messina. Sopravvissuto al devastante Terremoto di Messina, nel 1908 si trasferì a Roma, succedendo al Prof.Sella nella cattedra di fisica complementare.

### Ricerche e scoperte
Si occupò della magneto-ottica scoprendo prima, con Damiano Macaluso, l'effetto Macaluso-Corbino (riguardante la polarizzazione rotatoria dei vapori metallici nel campo magnetico) e poi l'effetto Corbino, una variante dell'effetto Hall consistente nella distorsione delle linee di corrente in un disco percorso da correnti radiali e immerse in un campo magnetico.
Con la collaborazione del suo assistente Giulio Cesare Trabacchi, realizzò un dispositivo per la produzione di alte tensioni raddrizzate per alimentare i tubi a raggi X impiegati in radiodiagnostica e in radioterapia. Fece ricerche, tra l'altro, sul calore specifico dei metalli ad altissime temperature e in fotoelasticità, verificando la teoria di Volterra delle distorsioni elastiche ed applicandola all'analisi degli stress nei materiali. Durante la prima guerra mondiale si occupò di esplosivi collaborando con l'ufficio "Invenzioni e ricerche" presso il sottosegretariato per le armi e le munizioni.

### Tecnico-manager idroelettrico
Nel decennio che va dal 1910 al 1920 Corbino fu coinvolto nella grande scommessa italiana sullo sviluppo del settore idroelettrico e quindi nel delicato giro delle concessioni e nelle divergenze tra società. Nello stesso tempo collaborò con l'Ufficio invenzioni e ricerche e sia le sue doti diplomatiche sia l'arguzia nel risolvere situazioni intricate lo fecero entrare nelle grazie di Giolitti, per quella che sarà la prima di una lunga collaborazione con il mondo politico.

### Politico e tecnico
Nel primo dopoguerra svolse un'importante attività politica e industriale. Presidente del Consiglio Superiore delle Acque e dei Lavori Pubblici nel 1917, Senatore del Regno dal 1920, fu ministro della pubblica istruzione nel 1921-1922 (nel governo Bonomi I) e ministro dell'economia nazionale nel 1923-1924 (chiamato a tale incarico da Mussolini, pur non essendo iscritto al partito fascista). Dopo la morte di Blaserna, ottenne inoltre la cattedra dell'istituto di fisica sperimentale e dell'istituto di Via Panisperna dal 1918 al 1937.
Non si iscrisse mai al PNF, anche se ne appoggiò le più significative iniziative economiche; questo fatto è accaduto, secondo gli storici, perché una buona parte degli scienziati e dei tecnocrati dell'epoca non davano importanza ai valori democratici e vedevano nel parlamento un peso di cui il governo doveva liberarsi per ben operare. Quindi appoggiarono il progetto mussoliniano, vedendo anche una linea di continuità con le tendenze giolittiane e nittiane dei decenni precedenti.

### Manager industriale
I suoi contributi scientifici nei campi dell'elettrotecnica e dell'elettronica si accompagnarono ad un diretto impegno nello sviluppo dell'industria elettrica italiana: fu presidente della Compagnia Generale di Elettricità e della Società Meridionale di Elettricità. Nel 1926, chiamando a Roma Enrico Fermi e Franco Rasetti, diede l'avvio a quella che sarà nota come Scuola di Roma.

### Protettore e mentore dei ragazzi di via Panisperna

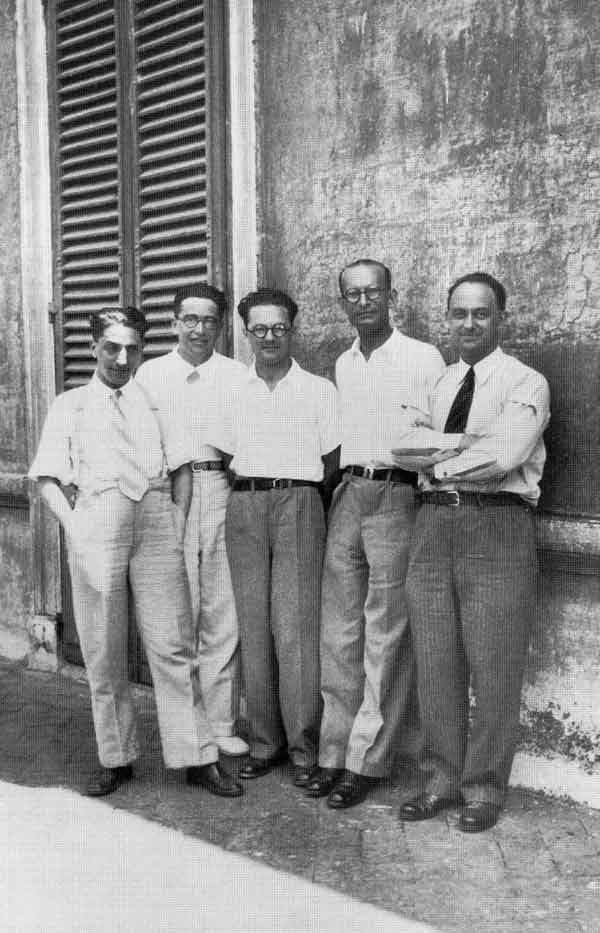
Da sinistra Oscar D'Agostino, Emilio Segrè, Edoardo Amaldi, Franco Rasetti ed Enrico Fermi

Per Fermi, fece istituire a Roma nel 1926 la prima cattedra di Fisica Teorica e per Rasetti, dapprima chiamato come assistente, nel 1930, una cattedra di Spettroscopia. Nel 1931 divenne presidente della Società industrie elettriche Rodi e dell'Azienda elettrica di Bengasi oltre ad entrare nel consiglio di amministrazione del Credito e presidente della Commissione di controllo sulle radiodiffusioni.
La sua eccezionale capacità di cogliere l'eventuale importanza applicativa delle ricerche ebbe modo di mostrarsi anche quando, nel 1934, convinse Fermi, Rasetti e altri quattro “ragazzi di via Panisperna” a brevettare il loro metodo di produzione di radioisotopi con l'uso di neutroni lenti. Nel 1936 fondò l'Istituto di elettroacustica del CNR a via Panisperna, oggi Istituto di Acustica e Sensoristica "Orso Mario Corbino" - IDASC. Fu presidente della Società italiana delle scienze e della Società italiana di fisica.
Una delle sue maggiori abilità nella gestione dei ragazzi di via Paninsperna fu il raggiungimento di una condizione ottimale dal punto di vista economico, organizzativo e accademico. Corbino dovette fare i conti con le difficoltà a reperire i fondi per le ricerche e per l'acquisto dei costosissimi minerali di radio.

### La televisione
Nell'ultimo periodo della sua carriera fu sempre più assorbito dalle problematiche legate allo sviluppo delle radiotelecomunicazioni e agli studi sulle immense potenzialità della televisione. Nel 1935 venne eletto presidente del Centro internazionale di televisione a Nizza, mentre l'anno successivo fu attivamente in giro negli Stati Uniti d'America per studiare le trasmissioni televisive.

## Opere
- Meccanica, acustica, cosmografia, vol. 1, Palermo, Sandron, 1921.
- Calore, ottica, elettricità e magnetismo, vol. 2, Palermo, Sandron, 1921.
- Conferenze e discorsi di Orso Mario Corbino (PDF), Roma, Edizioni Enzo Pinci, 1938.

### Principali articoli scientifici
Nel corso della sua carriera di ricercatore, Corbino pubblicò oltre 160 articoli scientifici, tra i quali:
- (Con D. Macaluso) Sopra una nuova azione che la luce subisce attraverso alcuni vapori metallici in un campo magnetico, in il Nuovo Cimento, VII [1898], pp. 257 s.
- (Con D. Macaluso) Sulla modiflcazione che la luce subisce attraversando alcuni vapori metallici in un campo magnetico, il Nuovo Cimento, IX [1899], pp. 381-84.
- Sulle dipendenze fra il fenomeno Zeeman e le altre modificazioni che la luce subisce dai vapori metallici in un campo magnetico, in Rend. dell'Accademia nazionale dei Lincei, classe di scienze fis., mat. e nat., VIII [1899], pp. 250-54
- Reciprocità dei fenomeni magneto-ottici, in Il Nuovo Cimento, IX [1899], pp. 408-19
- Sulla relazione tra il fenomeno di Zeeman e la rotazione magnetica anomala dei piano di polarizzazione della luce, in Rend. d. Acc. naz. d. Lincei, classe di scienze fisiche, mat. e nat., VIII [1899], pp. 116-21
- Sulle generatrici asincrone, in Il Nuovo Cimento, I [1901] pp. 178-82
- Sulla invertibilità dei motori asincroni a campo rotante, Torino 1901
- Nuovo generatore di correnti continue a funzioni multiple, Roma 1901
- Nuove ricerche sulla polarizzazione rotatoria magnetica nell'interno di una riga di assorbimento, in Il Nuovo Cimento, III [1902], pp. 121-32
- La rotazione magnetica del piano di polarizzazione nell'interno di una riga di assorbimento, ibid., VI [1903], pp. 55ss.
- Sulla possibilità di ricavare da un sistema di correnti trifase una differenza di potenziale rigorosamente costante, Roma. 1903
- Sulla produzione di campi rotanti per mezzo di correnti di scarica sinusoidale e smorzate, Roma 1903 e in Il Nuovo Cimento, VII [1903] pp. 175-201
- Sulla magnetizzazione del ferro a frequenze elevate, Roma 1903
- (Con S.Maresca) Sui condensatori ad alluminio e sulle proprietà degli strati coibenti molto sottili, Milano 1906; e in Il Nuovo Cimento, XII [1906], pp. 5-34
- Le tensioni create in un corpo elastico dalle distorsioni di Volterra e la conseguente doppia rifrazione accidentale, in Rend. d. Acc. naz. d. Lincei, cl. di scienze fisiche, mat. e nat., s. s., XVIII [1909], pp. 437-444, e in Il Nuovo Cimento, XVII [1909], pp. 361-370
- (Con G.C.Trabacchi) I fenomeni di doppia rifrazione accidentale prodotti dalle tensioni create in un corpo elastico dalle distorsioni di Volterra in Rend. d. Acc. naz. d. Lincei, cl. di scienze fisiche, mat. e nat., s. s., XVIII [1909], pp. 444-449, e in Il Nuovo Cimento, XVII [1909], pp. 371-77
- Variazioni periodiche di resistenza dei filamenti metallici sottili resi incandescenti con correnti alternate e deduzioni delle loro proprietà termiche a temperatura elevata, in Rend. d. Acc. naz. d. Lincei, classe di scienze fis. mat. e nat. , s. 5, XX [1911], 1, pp. 222-28, e in Physikal. Zeitschrift, XII[1911], pp. 292-295
- Sul calore specifico del tungsteno a temperature elevate, end. d. Acc. naz. d. Lincei, classe di scienze fis. mat. e nat.., XXI [1912], 13 pp. 346-351
- Sulla misurazione del calore specifico dei metalli a temperature elevate, ibid., pp. 181-88, e Sul calore specifico dei metalli a temperature elevate, in IlNuovo Cimento, III[1912], pp. 389-406, e in Physikalische Zèitschrift, XIII[1912], pp. 375-83
- (Con G.C.Trabacchi) Un generatore invertibile per correnti continue senza collettore né contatti striscianti, in Rend. d. Acc. naz. d. Lincei, classe di scienze fisiche, mat. e nat., XXIV [1915], 1, pp. 588-94, e in Il NuovoCimento, IX [1915], pp. 80-94
- (Con G.C.Trabacchi) Un indotto per correnti continue senza collettore né contatti striscianti fondati sulle azioni elettromagnetiche di seconda specie, in Rend. d. Acc. naz. d. Lincei, classe di scienze fisiche, mat. e nat., XXIV [1915], 1, pp. 418-24)
- L'effetto Volta e la teoria elettronica della pila, in Nel I° centenario della morte di Alessandro Volta, fascicolo speciale de L'Energia elettrica, a cura del C., Milano 1927, pp. 37 ss.
- L'effetto Volta e il funzionamento della pila, in Rend. d. Acc. naz. d. Lincei, classe di scienze fisiche, mat. e nat., V [1927], pp. 66-74,
- Teoria elettronica della pila, Rend. d. Acc. naz. d. Lincei, classe di scienze fisiche, mat. e nat., V [1927], pp. 74-79).
- Un metodo di taratura del microfono elettrostatico fondato sul suo comportamento rispetto a una forza elettromotrice alternata, in La Ricerca scientifica, VII [1936], 2, pp. 491-97

## Carriera

### Ambito accademico
- Professore reggente di Fisica e chimica al Liceo di Catanzaro (14 ottobre 1896)
- Assistente di Fisica all'Università di Palermo (1º gennaio 1898 -14 novembre 1899) (31 ottobre 1903-gennaio 1904)
- Professore titolare di Fisica e chimica al Liceo "Vittorio Emanuele" di Palermo (11 agosto 1902 - 20 ottobre 1903)
- Professore titolare di Fisica e chimica al Liceo "Giuseppe Garibaldi" di Palermo (20 ottobre 1902)
- Professore incaricato di Matematica per i chimici all'Università di Palermo (1º novembre 1905)
- Professore straordinario di Fisica sperimentale all'Università di Messina (16 gennaio 1906)
- Professore ordinario di Fisica sperimentale all'Università di Messina (1º dicembre 1907)
- Professore ordinario di Fisica sperimentale all'Università di Roma (10 dicembre 1908)
- Membro della Società italiana delle scienze, detta dei XL (28 maggio 1911)
- Presidente della Società italiana di fisica (1914-1919)
- Socio corrispondente dell'Accademia delle scienze di Torino (24 febbraio 1918)
- Socio corrispondente dell'Accademia dei Lincei di Roma (16 marzo 1918)
- Professore ordinario di Fisica mineraria all'Università di Roma (28 aprile 1918)
- Direttore dell'Istituto di fisica sperimentale dell'Università di Roma (1918)
- Socio nazionale dell'Accademia dei Lincei di Roma (30 gennaio 1919)
- Socio corrispondente dell'Accademia pontaniana di Napoli (6 marzo 1921)
- Membro ordinario della Società reale di Napoli (9 giugno 1923)
- Presidente della Società italiana delle scienze, detta dei XL (1932-1937)

### Ambito direttivo ed amministrativo
- Membro della Commissione amministratrice dell'Azienda elettrica comunale di Roma (12 luglio 1912)
- Presidente del Consiglio superiore delle acque (1917)
- Commissario al Consiglio superiore del Lavoro (16 giugno -4 luglio 1921)
- Membro del Consiglio d'amministrazione della Società Generale Elettrica della Sicilia (1921)
- Vicepresidente della Compagnia Generale di Elettricità (1921)
- Presidente del Consiglio superiore dei lavori pubblici (febbraio-luglio 1923)
- Membro del Consiglio d'amministrazione della Società generale italiana "Edison" di elettricità (Milano) (1927)
- Membro del Consiglio d'amministrazione della Società esercizi telefonici (Napoli) (1927)
- Direttore della rivista "L'Energia elettrica", organo ufficiale dell'Unione Nazionale Fascista Industrie Elettriche (gennaio 1928)
- Presidente della Società meridionale di elettricità SME (1930)
- Presidente della Società industrie elettriche Rodi (1931)
- Presidente dell'Azienda elettrica bengasina (1931)
- Membro del Consiglio d'amministrazione dell'Istituto mobiliare italiano (1931)
- Membro del Consiglio d'amministrazione e Comitato esecutivo del Credito Italiano (1931)
- Membro del Consiglio d'amministrazione della Società italiana "Pirelli" (1933)
- Presidente del Centro Internazionale di Televisione (1935)

### Ambito politico
- Senatore del Regno (3 ottobre 1920)
- Ministro della pubblica istruzione (4 luglio 1921-26 febbraio 1922)
- Membro della Commissione per l'esame del disegno di legge "Disposizioni per gli esami di maturità nelle scuole elementari per l'anno scolastico 1921-22" (29 giugno 1922)
- Membro della Commissione per l'esame del disegno di legge "Consorzio zolfifero siciliano" (8 febbraio 1923)
- Ministro dell'economia nazionale (1º agosto 1923-1º luglio 1924)
- Membro della Commissione per l'esame dei disegni di legge "provenienti dalla Camera dei Deputati durante l'intervallo dei lavori del Senato" (20 novembre 1928)
- Membro della Commissione per l'esame del disegno di legge "Provvedimenti per la bonifica integrale" (14 dicembre 1928)
- Membro della Commissione per il giudizio dell'Alta Corte di Giustizia (1º maggio 1934-23 gennaio 1937)

## Riconoscimenti
1909- Medaglia Matteucci per la fisica dell'Accademia Nazionale delle Scienze.
1914- Premio Reale dell'Accademia nazionale dei Lincei.
1933- Premio Mussolini per le scienze dell'Accademia d'Italia.